# Ebon Hawk
La Ebon Hawk o Halcón de ébano en el universo de la Guerra de las Galaxias es una nave espacial predecesora del Halcón Milenario de una longitud de 24 metros.
Modelo muy similar al Halcón Milenario a simple vista, pertenecía a Davik Kang, jefe del intercambio en Taris, planeta destruido por Darth Malak, y del cual escapó Darth Revan utilizando esta nave. Con ella consiguió llegar al enclave Jedi de Dantooine, donde fue entrenado en los designios de la Fuerza. Meses más tarde, el Halcón de Ébano fue la nave utilizada por Revan y sus compañeros para localizar los mapas estelares y la Fragua Estelar, donde Malak pretendía crear un ejército Sith capaz de destruir a la República.
Al final de la Guerra Civil Jedi, acabando Revan con su antiguo discípulo Malak, Revan abandonó el espacio conocido dejando el Halcón de Ébano con todas las posesiones a bordo detrás.
Posteriormente esta nave es en la que apareció la Jedi exiliada, Kreia, T3-M4 y algunos soldados de la Antigua República, que iban a bordo del Heraldo.
De los tripulantes originales, sólo HK-47 y T3-M4 aparecen en la segunda parte. El primero, con sus piezas diseminadas por la Galaxia.
La Jedi exiliada lo usa para reunir a los miembros del Consejo Jedi de Nar Shadaa, Dantooine, Korriban, Onderon…
- Datos: Q926190